# Разлог (град)
Разлог (буг. Разлог) град је у Републици Бугарској, у југозападном делу земље, седиште истоимене општине Разлог у оквиру Благоевградске области.

## Географија
Положај: Разлог се налази у југозападном делу Бугарске. Од престонице Софије град је удаљен 150 km јужно, а од обласног средишта, Благоевграда град је удаљен 30 km источно.
Рељеф: Област Разлога се налази у области у високог Пирина, у омањом котлини у горњем току реке Месте. Сам град је на преко 800 m надморске висине.
Клима: Због знатне надморске висине клима у Разлогу је оштрији облик континенталне климе са планинским утицајима.
Воде: Кроз Разлог протиче река Места горњим делом свог тока.

## Историја
Област Разлога је првобитно било насељено Трачанима, а после њих овом облашћу владају стари Рим и Византија. Јужни Словени ово подручеје насељавају у 7. веку. Од 9. века до 1373. године област је била у саставу средњовековне Бугарске.
Крајем 14. века област Разлога је пала под власт Османлија, који владају облашћу 5 векова.
У месту Разлогу радила је српска народна школа 1870. године, па је престала.
1912. године град је постао део савремене бугарске државе. Насеље постоје убрзо средиште окупљања за села у околини, са више јавних установа и трговиштем.

## Становништво
По проценама из 2007. године. Разлог је имао око 13.000 ст. Огромна већина градског становништва су етнички Бугари. Остатак су махом Роми и Помаци. Последњих деценија град губи становништво због удаљености од главних токова развоја у земљи.
Претежан вероисповест месног становништва је православна.